# 甘杜
甘杜是巴西巴伊亚州的一个市镇。总面积229.121平方公里，总人口29031人，人口密度126.7人/平方公里。